# 2010年夏季青年奧林匹克運動會網球比賽
2010年夏季青年奧林匹克運動會網球比賽於8月15日至8月21日在新加坡的加冷网球中心舉行。賽事分為男單、女單、男雙和女雙4個小項，共會產生4面金牌。參賽的運動員必須於1992年1月1日至1993年12月31日前出生。

## 各項成績
| 項目         | 金牌                                      | 银牌                                                   | 铜牌                                                   |
| 男單（詳細） | 哥伦比亚 · Sebastian Juan Gomez           | 印度 · 尤奇·班布里                                     | · 達米爾·德祖赫                                        |
| 女單（詳細） | 俄羅斯 · 達里婭·加夫里洛娃                | 中国 · 鄭賽賽                                          | 斯洛伐克 · 亞娜·切佩洛娃                               |
| 男雙（詳細） | 英国 · 奧利弗·戈爾丁 · 捷克 · 吉力·維斯利 | 俄羅斯 · Victor Baluda · 俄羅斯 · 米哈伊尔·比留科夫    | 斯洛伐克 · Filip Horansky · 斯洛伐克 · 約瑟夫·科瓦里克 |
| 女雙（詳細） | 中国 · 唐好辰 · 中国 · 鄭賽賽             | 斯洛伐克 · 亞娜·切佩洛娃 · 斯洛伐克 · Chantal Skamlova | 匈牙利 · 巴包斯·蒂美阿 · 比利时 · An-Sophie Mestach    |